# Cresselia
Cresselia est un Pokémon lunaire qui, avec ses plumes, est le remède contre les cauchemars de Darkrai.

## Description
Il pèse 85,6 kilogrammes pour une taille de 1,5 mètre.

## Apparitions

### Jeux vidéo
Cresselia apparaît dans série de jeux vidéo Pokémon. D'abord en japonais, puis traduits en plusieurs autres langues, ces jeux ont été vendus à plus de 200 millions d'exemplaires à travers le monde.
Dans les versions Pokémon Diamant, Perle et Platine, le joueur peut le trouver sur l'île Pleine Lune après avoir obtenu le Pokédex national.
Dans l'histoire, il faut se rendre chez lui pour obtenir une Lun'aile et réveiller le fils d'un marin, qui s'est fait manipuler par Darkrai.

### Série télévisée et films
La série télévisée Pokémon ainsi que les films sont des aventures séparées de la plupart des autres versions de Pokémon et mettent en scène Sacha en tant que personnage principal. Sacha et ses compagnons voyagent à travers le monde Pokémon en combattant d'autres dresseurs Pokémon.